# Southern Combination Football League
Southern Combination Football League je nižší anglická fotbalová liga. V systému anglických soutěží je na deváté a desáté úrovni. Liga se dělí na tři divize o 50 klubech. Vítěz postupuje do Isthmian League. Vznikla v roce 1920, původně se nazývala Sussex County Football League a tvořila ji jediná divize o 12 týmech.